# Cyril Peacock
Cyril Peacock   (Fulham, 19 de setembre de 1929 - Fulham, 31 de desembre de 1992) va ser un ciclista anglès que fou professional entre 1955 i 1956. Va destacar en el ciclisme en pista especialment en la Velocitat. Com amateur va obtenir dues medalles, una d'elles d'or, als Campionats del Món. També va guanyar la medalla d'or als Jocs de l'Imperi Britànic i de la Comunitat de 1954.
Va participar en els Jocs Olímpics d'Estiu de 1952.

## Palmarès
- 1952
  -  Campió del Regne Unit amateur en Velocitat
- 1953
  -  Campió del Regne Unit amateur en Velocitat
- 1954
  -  Campió del món amateur de Velocitat
  - Medalla d'or als Jocs de l'Imperi Britànic i de la Comunitat en Velocitat
  -  Campió del Regne Unit amateur en Velocitat
  - 1r al Gran Premi de París en velocitat amateur